# Шамбор (ликёр)
Шамбор (фр. Chambord) — французский 16,5% малиновый ликёр.

## История
Предполагается, что малиновый ликёр типа современного шамбора начал производиться в долине Луары в окрестностях знаменитого замка Шамбор ещё в конце XVII века. По легенде, его дегустировал уже Король-Солнце Людовик XIV.
В современном виде бренд Chambord был основан в 1982 году. В 2006 году бренд был куплен американской корпорацией Brown-Forman.
Сегодня производство шамбора также расположено в долине Луары. Шамбор производится из малины и ежевики, мадагаскарской ванили, цедры цитрусовых, мёда и коньяка. Целые ягоды малины и ежевики замачивают в спирте в течение нескольких недель для получения фруктовой настойки. Затем ягоды из настойки отправляют под пресс для получения сока. Затем настойку и сок от последующего отжима объединяют и дополняют запатентованной смесью коньяка, ванили, мёда, специй и трав.
Ликёр шамбор выпускается в фирменной сферической бутылке. Значительная часть его потребляется внутри Франции, но часть идёт на экспорт в другие страны, в частности, в США. В этих двух странах распространены различные алкогольные коктейли на основе шамбора.